# Biston robustum
Biston robustum es una especie de polilla de la familia Geometridae. La especie fue descrita por primera vez por Arthur Gardiner Butler en 1879 y se puede encontrar distribuido Asoa.